# Gadag (distrikt)
Gadag är ett distrikt i Indien.   Det ligger i delstaten Karnataka, i den södra delen av landet, 1 500 km söder om huvudstaden New Delhi. Antalet invånare är 1 064 570.
Följande samhällen finns i Gadag:
- Gadag
- Lakshmeshwar
- Nargund
- Gajendragarh
- Ron
- Mundargi
- Mulgund
- Naregal
- Shirhatti
- Sūdi